# Pediasia hubneri
Pediasia hubneri là một loài bướm đêm trong họ Crambidae.